# الرجدية
الرجدية إحدى قرى مركز طنطا التابع لمحافظة الغربية بجمهورية مصر العربية.

## التاريخ
قرية الرجدية من القرى القديمة، حيث وردت باسم «الراشدية» في أعمال الغربية ضمن قرى الروك الصلاحي التي أحصاها ابن مماتي في كتاب قوانين الدواوين، كما وردت باسم «الراشدية» في أعمال الغربية ضمن قرى الروك الناصري التي أحصاها ابن الجيعان في كتاب «التحفة السنية بأسماء البلاد المصرية».
وردت باسم «الراشدية» في التربيع العثماني الذي أجراه الوالي العثماني سليمان باشا الخادم في عصر السلطان العثماني سليمان القانوني ضمن قرى ولاية الغربية، وفي تاريخ 1228هـ/1813م الذي عدّ قرى مصر بعد المسح الذي قام به محمد علي باشا باسم «الرشدية» ضمن قرى مديرية الغربية. تغير الاسم رسميًا إلى الرجدية في سنة 1275هـ/1859م.

## التعليم
تصل نسبة الأمية في القرية إلى 41.28% بين من تجاوزوا العاشرة من عمرهم، بينما تصل نسبة من حصلوا على تعليم جامعي إلى 4.33% من جملة السكان.

## السكان
بلغ عدد سكان الرجدية 17,805 نسمة حسب التقدير الرسمي لعام 2018.
| السنة  | 1882 | 1897 | 1907 | 1927 | 1947 | 1960 | 1976 | 1986   | 1996   | 2006   | 2018   |
| ------ | ---- | ---- | ---- | ---- | ---- | ---- | ---- | ------ | ------ | ------ | ------ |
| القرية | 1055 | 3148 | 3647 | 4062 | 4146 | 5728 | 8010 | 10,427 | 12,606 | 14,675 | 17,805 |